# 청구야담

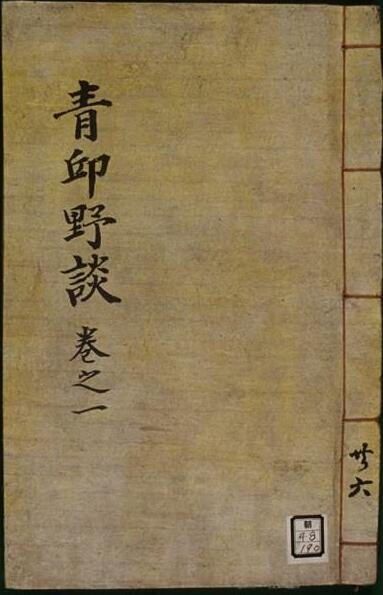
《청구야담》(靑邱野談) 국립중앙도서관본 권지일(卷之一) 표지

《청구야담》(靑邱野談)은 한문으로 쓰인 지은이를 알 수 없는 야담집으로, 조선시대 3대 야담집 중 하나다. 야담 문학의 걸작으로 평가 받는다.

## 개요
이 책은 조선시대 순조 재임 말기에 누군가가 펴낸 야담집이다. 《학산한언》, 《기문총화》, 《선언편》 등 이전에 출간된 야담집을 저본으로 다른 야담들을 집대성했다. 특히 글의 완성도에서 야담의 수준을 넘어 소설에 육박하는 경지를 보여준다. 때문에 다른 야담집들의 문학성을 뛰어넘었다는 평가를 받으며 최고의 야담집으로 꼽히고 있다. 이희준의 《계서야담》, 이원명의 《동야휘집》과 함께 ‘조선시대 3대 야담집’으로 불린다.
이야기 대부분에는 18~19세기(1700~1800년대) 조선 사회의 현실과 풍속 등이 아주 적나라하게 그려진다. 그래서인지 등장인물들의 신분 분포도 매우 넓다. 그 바탕 위에 도망친 노비, 못된 도적떼, 탐관오리, 반사회 성향 여성 등 수많은 사람들의 천태만상이 실감나게 묘사된다. 더불어 귀신담, 신기담, 육담 등이 더해져 자칫 지루해질 수 있는 부분에 생기를 불어넣는다.
이 책은 현재 열다섯 종 이상의 필사본이 전해지는데, 각각 담겨진 이야기 편수나 내용 등이 다르다.

## 한국어 번역
- 이강옥 옮김, 《청구야담》(상·하), 문학동네, 2019년 8월 26일[1]

## 전자책
- 규장각 국역본 시리즈 《청구야담, 조선에 핀 오백 년 이야기꽃 1~6권 세트》(돌도래)
- 규장각 국역본 시리즈 《청구야담, 조선에 핀 오백 년 이야기꽃 7~13권 세트》(돌도래)
- 규장각 국역본 시리즈 《청구야담, 조선에 핀 오백 년 이야기꽃 14~19권(완결) 세트》(돌도래)